# Costi Ioniță
Costi Ioniță (ur. 14 stycznia 1978 w Konstancy w Rumunii) – rumuński piosenkarz manele.
Karierę muzyczną rozpoczął już w wieku szkolnym. Członek i współzałożyciel zespołu Valahia. Teraz również współzałożyciel oraz członek formacji "Sahara". Sławę jako wykonawcy manele przyniosły mu płyty nagrane wspólnie z  Adrianem Copilul Minune (Fara Concurenta i Autoconcurenta) oraz liczne współprace z innymi wykonawcami tego gatunku (Florin Salam, Liviu Guță, Vali Vijelie).